# Крафтісрід
Крафтісрід (нім. Kraftisried) — громада в Німеччині, знаходиться в землі Баварія. Підпорядковується адміністративному округу Швабія. Входить до складу району Остальгой. Складова частина об'єднання громад Унтертінгау.
Площа — 16,22 км2. Населення становить 860 ос. (станом на 31 грудня 2020).